# Удицька сільська рада
| Удицька сільська рада — колишній орган місцевого самоврядування у Теплицькому районі Вінницької області з адміністративним центром у с. Удич. Сільській раді підпорядковані населені пункти: - с. Удич - с. Червоний Кут |

## Склад ради
Рада складається з 14 депутатів та голови.

## Керівний склад сільської ради
| ПІБ                        | Основні відомості                                                                  | Дата обрання | Дата звільнення |
| -------------------------- | ---------------------------------------------------------------------------------- | ------------ | --------------- |
| Дубенко Петро Іванович     | Сільський голова, 1956 року народження, освіта, член Соціалістичної партії України | 26.03.2006   | 31.10.2010      |
| Сніцар Олександр Данилович | Сільський голова, 1967 року народження, освіта вища, безпартійний                  | 31.10.2010   |                 |

Примітка: таблиця складена за даними джерела